# Europäische Politische Gemeinschaft (2022)
Die Europäische Politische Gemeinschaft (EPG) (französisch Communauté politique européenne, CPE; englisch European Political Community, EPC) ist eine europäische, zwischenstaatliche Kooperation aus 47 europäischen und vorderasiatischen Staaten, die in den Bereichen Politik, Sicherheit, Energie, Verkehr, Investitionen, Infrastruktur und Personenverkehr zusammenarbeiten. Sie ist unabhängig von der Europäischen Union (die zu den Teilnehmern der EPG gehört) und dem Europarat. Das EPG-Gründungstreffen fand am 6. Oktober 2022 in der tschechischen Hauptstadt Prag statt.

## Konzept
Im Rahmen der EPG sollen die EU-Beitrittskandidaten, die EFTA-Mitgliedstaaten sowie das Vereinigte Königreich als ehemaliges EU-Mitglied enger an die Europäische Union gebunden und ihnen so eine Möglichkeit der Mitarbeit in deren Politikfeldern gegeben werden, ohne Vollmitglied sein zu müssen. Daher wurde dieses Format auch bereits als eine Art „assoziierte EU-Mitgliedschaft“ beschrieben. Als Hintergrund ist auch zu sehen, dass die derzeitigen Beitrittskandidaten größtenteils als noch nicht beitrittsfähig angesehen werden, man ihrem Wunsch der engeren Kooperation aber (zunächst) auf diese Weise entsprechen will bzw. andere Teilnehmerstaaten derzeit nicht EU-Mitglied werden wollen. 
Außer dem Kosovo sind alle Teilnehmer gleichzeitig auch Mitglied des Europarats. Jener wird aber wohl bald auch dort aufgenommen (Stand April 2025, siehe Europarat#Kosovo).
Während der Vorschlag der Europäischen Politischen Gemeinschaft von 1952 ein Versuch war, eine umfassende politische Integration europäischer Staaten zu verwirklichen, und an dieser nur die sechs damaligen Mitglieder der Europäischen Gemeinschaft für Kohle und Stahl (EGKS oder auch „Montanunion“) teilnehmen sollten, hat die neue, 70 Jahre später vorgeschlagene, Gemeinschaft einen lockereren, intergouvernmentalen Ansatz. So hat die EPG weder eine vertragliche Grundlage, noch eigene, ständige Organe. Stattdessen werden die regelmäßigen, eher informellen Gipfeltreffen der Staats- und Regierungschefs, welche Kern der Zusammenarbeit sind und keine bindenden Beschlüsse treffen, rotierend von einem der Mitgliedstaaten organisiert.

## Geschichte

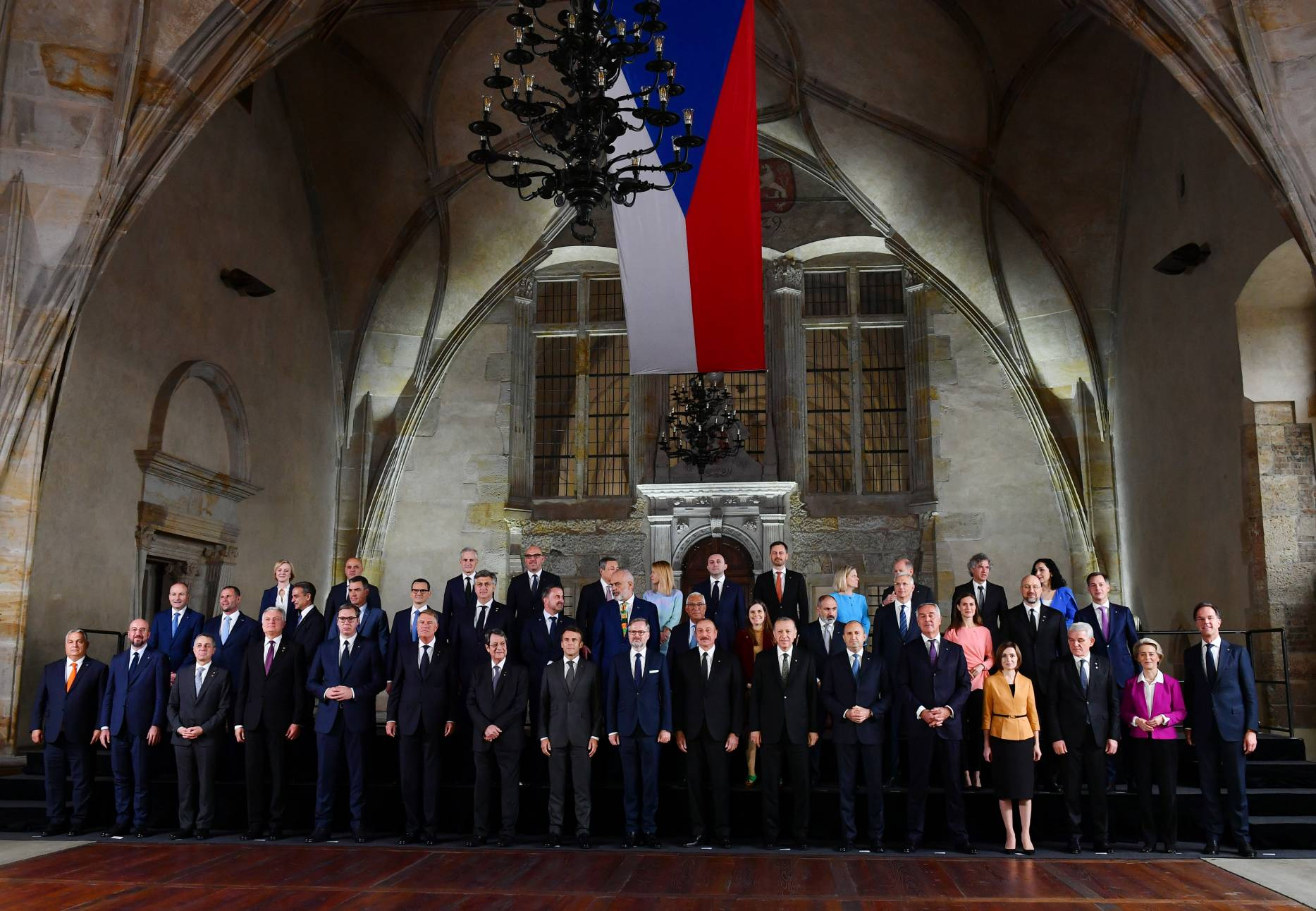
EPG-Gründungstreffen am 6. Oktober 2022 auf der Prager Burg

Am 9. Mai 2022 (Europatag) wurde in Straßburg in einer Rede des französischen Staatspräsidenten Emmanuel Macron im Rahmen der französischen EU-Ratspräsidentschaft vorgeschlagen, eine neue Form der europäischen politischen Zusammenarbeit zu finden. Er schlug dafür den Namen Europäische Politische Gemeinschaft vor. Nach Macron soll die Mitgliedschaft in dieser Gemeinschaft nicht zwangsläufig zu einem Beitritt zur Europäischen Union führen, genauso wie sie auch jenen, die die EU verlassen haben (Brexit), nicht verschlossen bleiben soll.
Im Zeitraum bis zum 6. Oktober 2022 fanden dazu die Vorarbeiten statt. Diese neue Europäische Politische Gemeinschaft soll eine Plattform für politische Koordinierung der europäischen Länder auf dem gesamten Kontinent sein (ähnlich der G7 bzw. G20 oder dem Europarat) und einen politischen Dialog und die Zusammenarbeit fördern. Dabei sollen Fragen von gemeinsamem Interesse behandelt werden, um Sicherheit, Stabilität und Wohlstand auf dem europäischen Kontinent zu stärken. Russland und Belarus sollen nicht einbezogen werden.
Am 6. und 7. Oktober 2022 fand im Rahmen der tschechischen EU-Ratspräsidentschaft in Prag ein Treffen von Staats- und Regierungschefs aus 43 Staaten („EU+ Gipfel“) statt, bei dem weiteres festgelegt werden sollte. Neben 26 von 27 Unionsmitgliedstaaten (die dänische Regierungschefin war eingeladen, reiste jedoch wegen innenpolitischer Turbulenzen nicht nach Prag) nahmen auch Armenien, Aserbaidschan, Albanien, Bosnien und Herzegowina, Georgien, das Vereinigte Königreich, Island, Kosovo, Liechtenstein, Moldau, Montenegro, Nordmazedonien, Norwegen, die Schweiz, Serbien, die Türkei und die Ukraine teil. Außerdem waren die Präsidenten der drei EU-Institutionen Europäischer Rat (Charles Michel), Europäisches Parlament (Roberta Metsola) und Europäische Kommission (Ursula von der Leyen) dabei.
Zentrale Themen des ersten Gipfeltreffens waren der russische Angriffskrieg gegen die Ukraine seit dem 24. Februar 2022 und die Energiepreiskrise in Europa. Dass alle europäische Staaten mit Ausnahme Russlands und Belarus’ zusammenkamen, sollte auch als Zeichen der Geschlossenheit gegenüber der russischen Aggression wahrgenommen werden.

## Gipfeltreffen

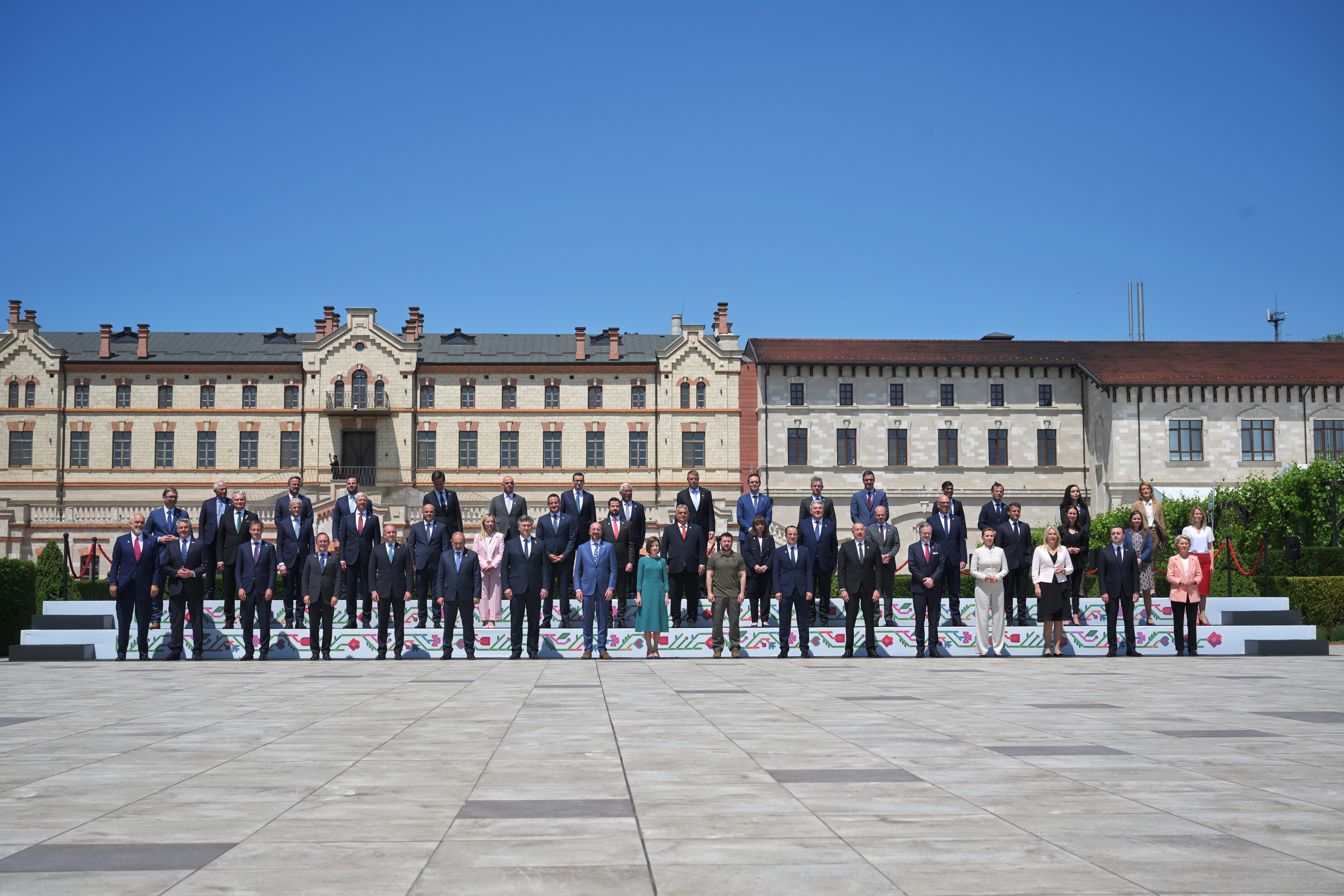
Gruppenfoto vom zweiten Treffen am 1. Juni 2023 in Moldau

Es ist vorgesehen, jedes Jahr zwei Gipfeltreffen abzuhalten, abwechselnd zwischen EU- und Nicht-EU-Staaten.
| Nummer    | Datum            | Gastgeberstaat         | Gastgeberstadt             | Vorsitz       | Teilnehmerstaaten |
| --------- | ---------------- | ---------------------- | -------------------------- | ------------- | ----------------- |
| 1. Gipfel | 6. Oktober 2022  | Tschechien             | Prager Burg, Prag          | Petr Fiala    | 44                |
| 2. Gipfel | 1. Juni 2023     | Moldau                 | Schloss Mimi, Bulboaca     | Maia Sandu    | 45                |
| 3. Gipfel | 5. Oktober 2023  | Spanien                | Alhambra, Granada          | Pedro Sánchez | 45                |
| 4. Gipfel | 18. Juli 2024    | Vereinigtes Königreich | Blenheim Palace, Woodstock | Keir Starmer  | 43                |
| 5. Gipfel | 7. November 2024 | Ungarn                 | Budapest                   | Viktor Orbán  | 42                |
| 6. Gipfel | 16. Mai 2025     | Albanien               | Tirana                     | Edi Rama      | 45                |
| 7. Gipfel | Herbst 2025      | Dänemark               | TBA                        | TBA           | TBA               |

## Teilnehmer

Euler-Diagramm der europäischen Organisationen

Die teilnehmenden 47 Staaten sowie vier internationalen Organisation der EPG sind:

### Europäische Union samt Mitgliedstaaten
- Europäische Union
- Belgien
- Bulgarien
- Dänemark
- Deutschland
- Estland
- Finnland
- Frankreich
- Griechenland
- Irland
- Italien
- Kroatien
- Lettland
- Litauen
- Luxemburg
- Malta
- Niederlande
- Österreich
- Polen
- Portugal
- Rumänien
- Slowakei
- Slowenien
- Schweden
- Spanien
- Tschechien
- Ungarn
- Zypern 1

| - Albanien - Bosnien und Herzegowina 2 - Georgien 2 - Moldau - Montenegro - Nordmazedonien - Serbien - Türkei - Ukraine - Kosovo 1 3 | - Europarat - OSZE - NATO |  |

| - Island - Liechtenstein - Norwegen - Schweiz | - Andorra 4 - Armenien - Aserbaidschan - Monaco 4 - San Marino 4 - Vereinigtes Königreich |

| - Heiliger Stuhl | - Belarus - Russland |

Anmerkungen

## Rechtsgrundlage
Die EPG selbst ist keine internationale Organisation und hat auch keine eigene vertragliche Grundlage, sondern ähnelt eher einer informellen Kooperation wie die G7 oder G20.
Rechtsgrundlage für die Teilnahme der Europäischen Union an der Europäischen Politischen Gemeinschaft (EPG) könnte jedoch Artikel 8 Vertrag über die Europäische Union (EUV) sein:

„(1) Die Union entwickelt besondere Beziehungen zu den Ländern in ihrer Nachbarschaft, um einen Raum des Wohlstands und der guten Nachbarschaft zu schaffen, der auf den Werten der Union aufbaut und sich durch enge, friedliche Beziehungen auf der Grundlage der Zusammenarbeit auszeichnet.“

„(2) Für die Zwecke des Absatzes 1 kann die Union spezielle Übereinkünfte mit den betreffenden Ländern schließen. Diese Übereinkünfte können gegenseitige Rechte und Pflichten umfassen und die Möglichkeit zu gemeinsamem Vorgehen eröffnen. Zur Durchführung der Übereinkünfte finden regelmäßige Konsultationen statt.“